# Institut Ramón Muntaner
L'Institut Ramon Muntaner est un institut d'enseignement secondaire de la ville de Figueres fondé en 1839 par le père Julián González de Soto; c'est l'institut d'éducation secondaire public et laïc le plus ancien d'Espagne

## Histoire

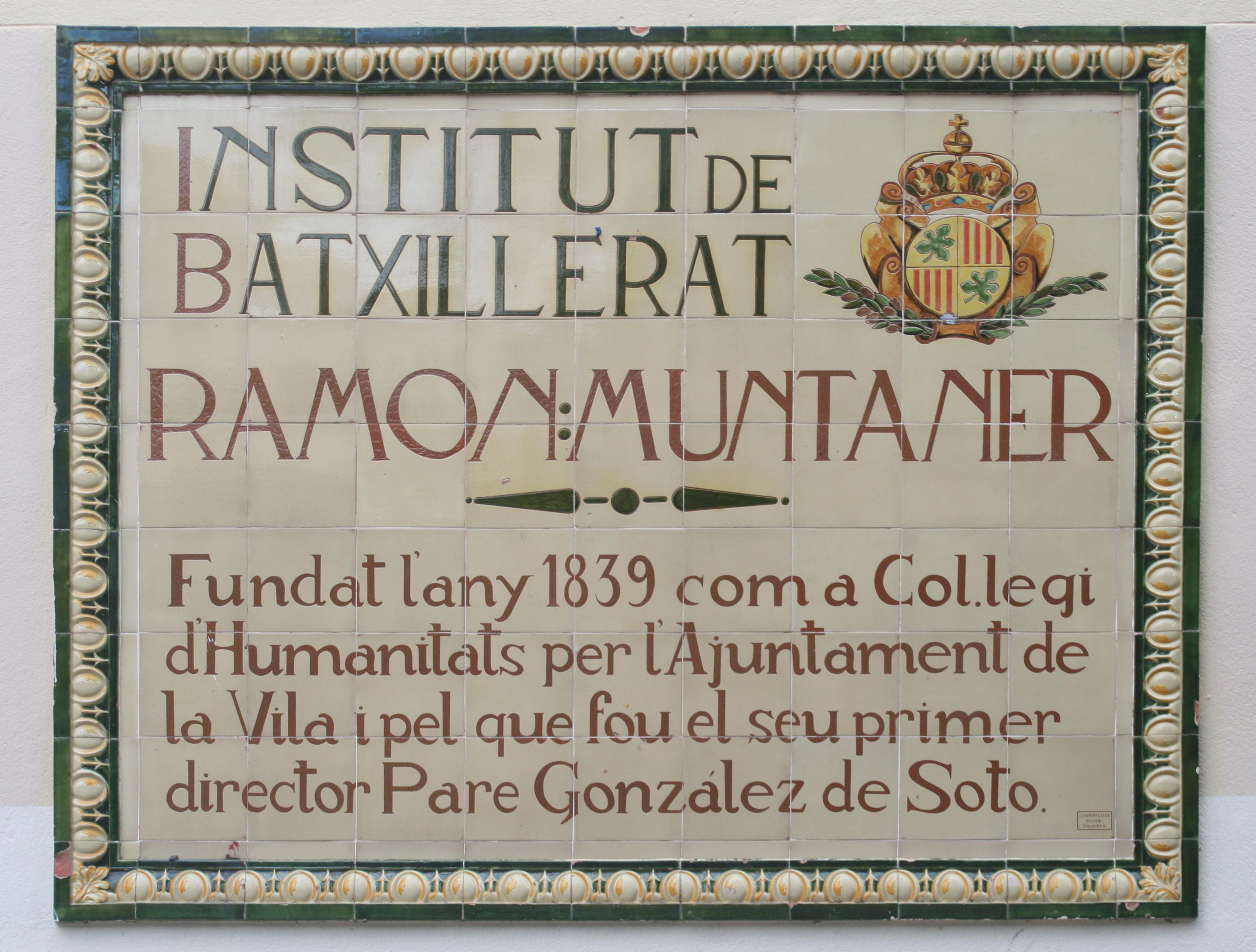
Place jouxtant l'entrée de l'institut

.

### Fondation
En 1839 l'Institut Ramon Muntaner actuel  s'appelait Collège d'Humanités et faisait partie d'un ensemble d'initiatives visant à faire de Figueres une ville moderne et culturellement avancée. Durant la première partie du XIXe siècle, la ville sortait des guerres napoléoniennes qui avaient été dévastatrices et consolidait sa prospérité économique. Sa population augmentait notoirement grâce à la main d’œuvre venue pour les travaux du château de Sant Ferran et elle se convertissait en un berceau du fédéralisme. Ce renouveau la faisait briller singulièrement dans le domaine de la culture et des sciences, dans le contexte catalan et ibérique de l'époque.
Ce fut dans ce contexte que les habitants de Figueres décidèrent en 1839 que le centre d'enseignement secondaire ne devait être lié à aucun ordre religieux ancien de l’État et devait être subventionné par de l'argent public venant de la municipalité.
Jusqu'alors, tous les collèges et lycées de Figueres étaient aux mains d'organisations catholiques. L'ambiance libérale et républicaine du Figueres du XVIIIe siècle voulut profiter de cette coïncidence pour, d'une part avoir des crédits d’État, et d'autre part disposer d'un édifice pour loger cette institution : le cloître franciscain construit en 1827 et affecté par le Désamortissement en Espagne de 1835. D'autre part, cette année 1839 arrivait à Figueres un enseignant de France qui avait fait connaissances avec les meilleures techniques pédagogiques de l'époque avec Julián González de Soto, des sœurs de Saint Vincent de Paul. Le 12 août 1839 il signa un contrat avec la mairie selon lequel il devenait directeur du centre qui fut inauguré le 1er octobre 1839 sous la présidence du maire Tomàs Roger.

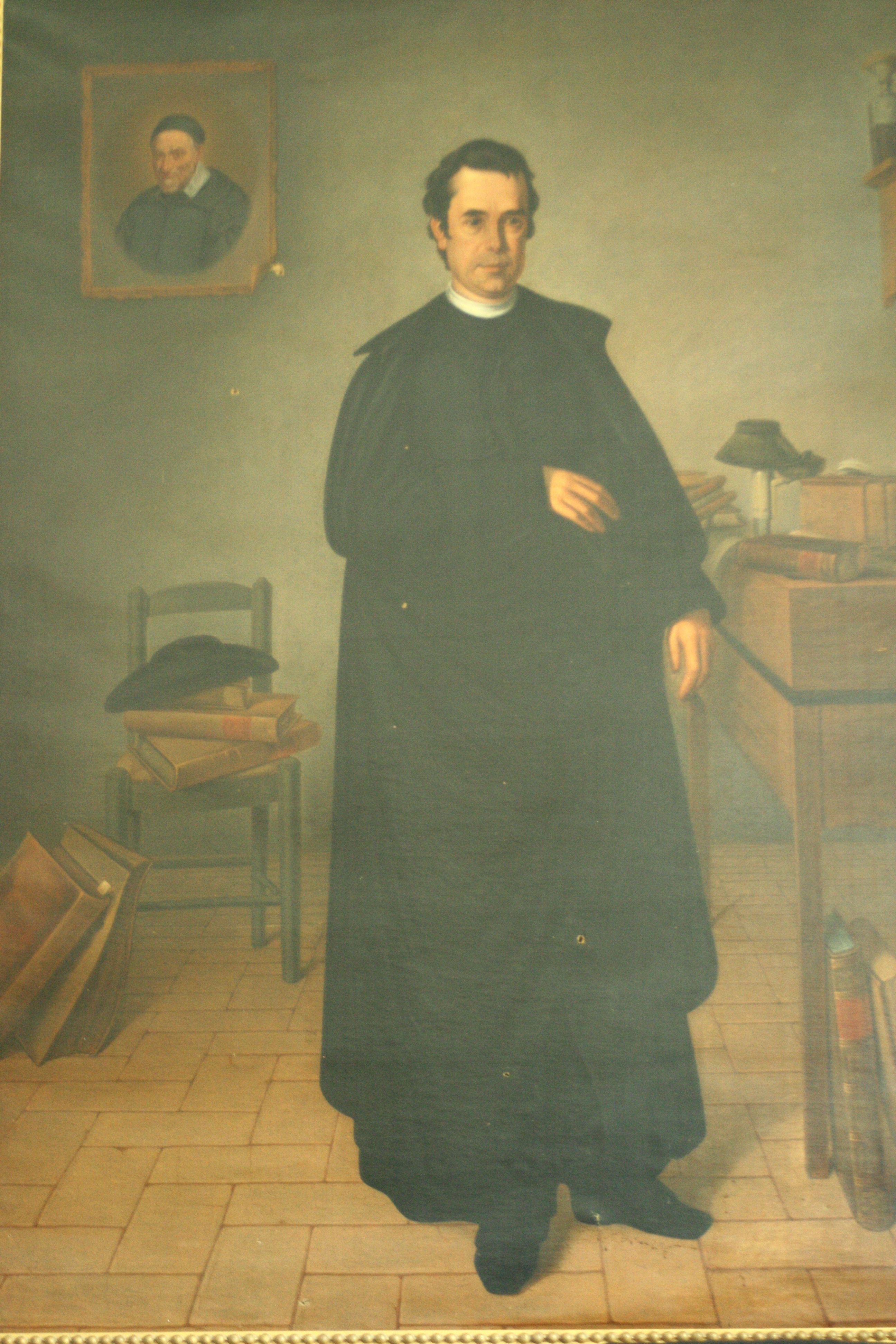
Julián González de Soto

Ce fut au début un établissement de troisième catégorie, mais dès 1847 il rejoignit la première catégorie grâce à l'intervention de l'avocat agronome de l'Empordà  Narcís Fages de Romà.
En 1854, le choléra appauvrit considérablement la commune et ce fut à l'État de subventionner l'établissement avec 50 000 réals. En 1877, Narcís Fages de Romà qui quelques années auparavant avait fondé l'école d'agriculture de Fortianell (5 km au nord de Figueres), ajouta son Centre centre à l'Institut, offrant un plus large panel de cursus à ses élèves, et agrandit de façon importante la bibliothèque avec des livres scientifiques.

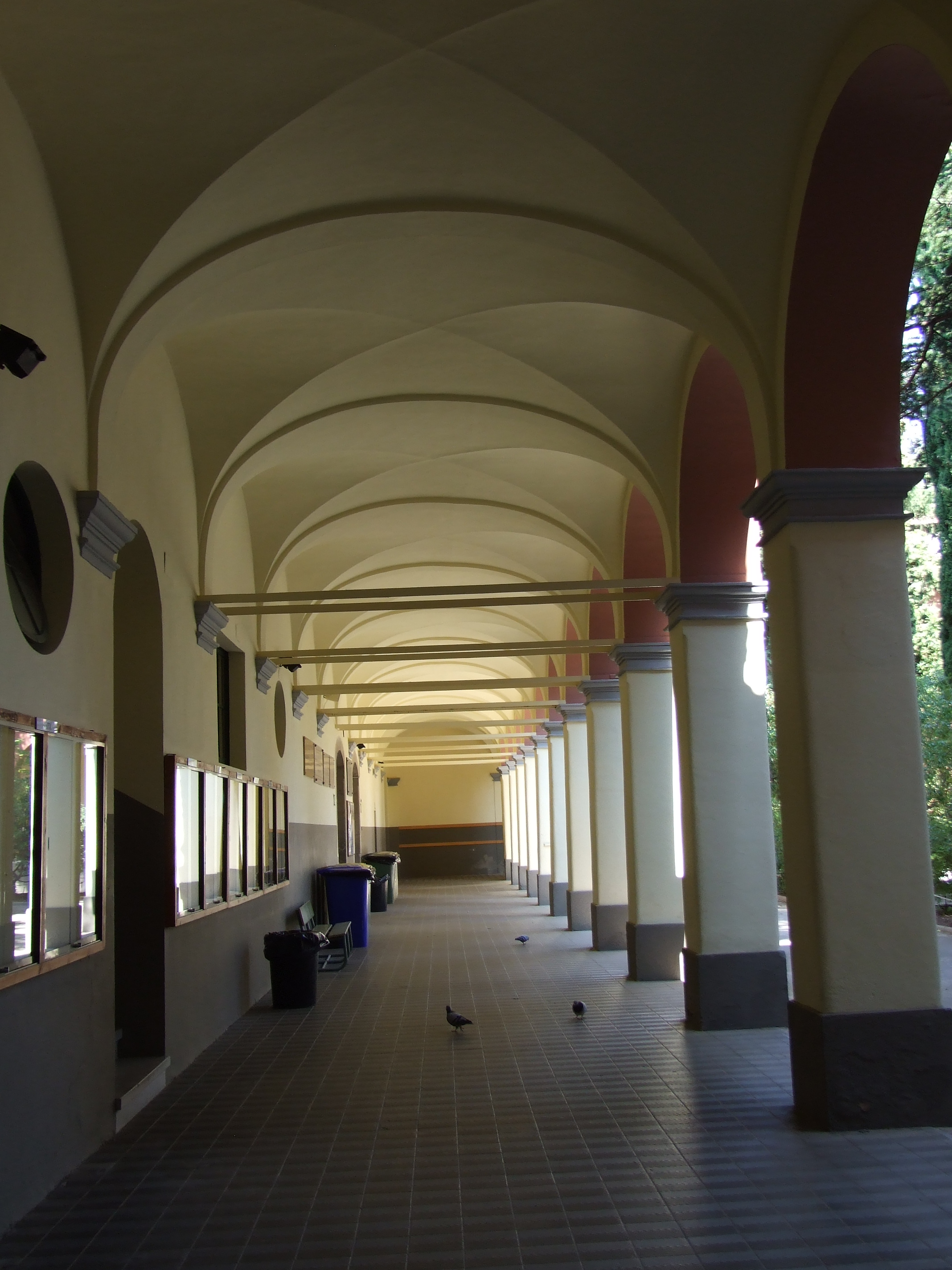
Cloître

L'institut avait alors gagné en prestige auprès de l'Université de Barcelone dont il dépendant par la bonne préparation des étudiants qu'il lui envoyait. Dès lors, les non seulement la qualité de l'enseignement se développa, mais également les locaux. En 1861, l'institut organisa une exposition dans ses salles, et en 1877 la zone environnante est urbanisée. Avec la donation d'un des ministres de la première république, Joan Tutau, l'Institut ouvrit un musée de dessin de peintures qui s'agrandit en 1885 avec sept huiles laissées en dépôt par le musée du Prado. Deux ans plus tard  Rubau Donadeu – mécène – envoya de Paris mille volumes en dotation pour la bibliothèque.

## Personnages illustres

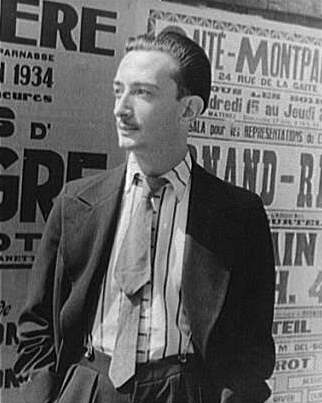
Salvador Dalí élève célèbre de l'Institut

Ce centre resta durant plusieurs décennies avec l'Institut Vicens Vives de Girone les seuls instituts de la province. Il attira de nombreuses élèves et professeurs qui devinrent célèbres, notamment dans le domaine culturel.

### Professeurs
- Josep Roca i Bros, architecte
- Gabriel Alomar i Villalonga, écrivain
- Joan Guillamet i Maria Àngels Anglada, lettres
- Joan Núñez, peintre et dessinateur, professeur de Dalí; Eduard Rodeja Galter, qui était alors historien, Ramon Reig i Corominas, qui fut directeur, et Joaquim Bech de Careda, dessinateur qui y enseigna brièvement
- le  philosophe Joaquim Xirau
- Les historiens Antoni Papell, Jaume Vicens i Vives, Santiago Sobrequés, Alexandre Deulofeu et Albert Compte[5]
- Le mathématicien Josep Cuadras qui comptait de nombreuses années d'enseignement et le naturaliste Josep M Alvarez.
- L'écrivain Isabel-Clara Simó
- Le notaire et ex-directeur de l'institut Joan Antoni Poch i Goicoetxea (JAP)
- Le philosophe et politique Joan Manuel del Pozo i Àlvarez
- le politique et actuel directeur de l'institut Francesc Canet i Coma

### Élèves célèbres
- Politiques Carles Pi i Sunyer, Francesc Cambó, Frederic Rahola i Trèmols, Alexandre Lerroux, les frères Josep i Emili Pallach et le sénateur  Narcís Oliveras
- Historiens Joaquim Pla i Cargol et Josep M Bernils
- Médecins Jaume Pi i Sunyer et l’oculiste Ignasi Barraquer
- Compositeurs et musiciens Ramon Basil
- Écrivains Anicet Pagès i Puig, Josep Pous i Pagès, Josep Pla et M Carme Guasch
- Journalistes Ferran Agulló et Jaume Miravitlles
- Acteurs Alfredo Landa
- Peintres Evarist Vallès, Carles Fages de Climent et Salvador Dalí.

Entre  1916 et 1919 Salvador Dali suivit ses cours pour le baccalauréat et relata une grande partie de cette période dans La Vie secrète de Salvador Dali et  Un journal 1919-1920.

## Publications

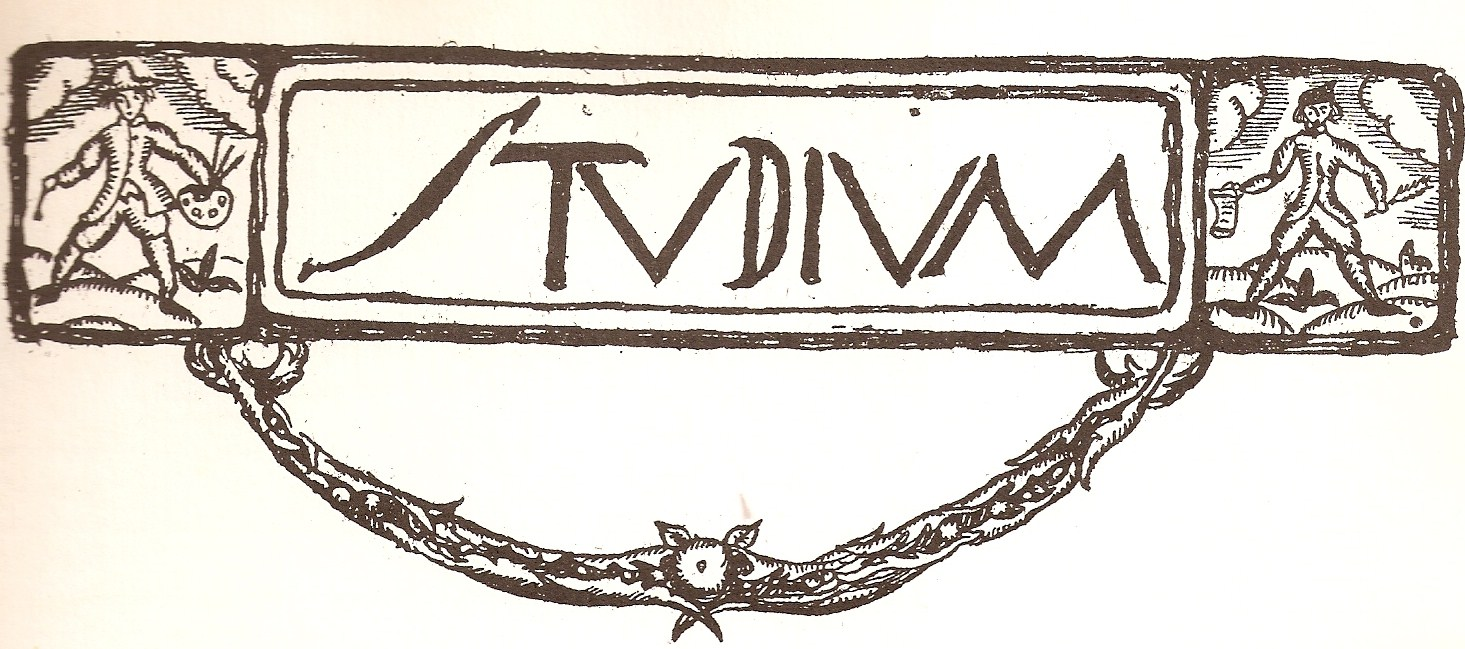
couverture originale de la revue Studium coécrite par Salvador Dali

### Éditions de l'institut
- Pasquet, Rafael (ed.), Breu elogi del llibre, Institut Ramon Muntaner, Figueres 1984.

### Publications sur  l'institut
- Guillamet, Ferrerós, Pasquet, Studium, la revista del jove Dalí, Brau edicions, Figueres 2003.
- Guillamet, Ferrerós, Pasquet, Dalí, Miravitlles, Reig, Turró, Xirau. Revista Studium, Edicions Federals, Figueres 1989.
- Bernills i March, Josep Maria 150 anys de l'Institut Ramon Muntaner, Editorial Empordà, Figueres 1989.
- Rodeja Galter, Eduard, Notas históricas sobre el Instituto Nacional de Enseñanza Media de Figueres, Figueres, Figueres, INEM de Figueres, 1940